# Schumacherite
La schumacherite è un minerale. Il suo nome deriva da Friedrich Schumacher, professore di mineralogia dell'Università di Freiberg e Bonn.